# 比瑟斯海姆
比瑟斯海姆是德国莱茵兰-普法尔茨州的一个市镇。总面积2.57平方公里，总人口448人，其中男性206人，女性242人（2011年12月31日），人口密度174人/平方公里。